# Ciron (folyó)
A Ciron folyó Franciaország területén, a Garonne bal oldali mellékfolyója.

## Földrajzi adatok
Landes megyében ered 150 méterrel a tengerszint felett, és Langonnál, Bordeaux-tól 40 km-re délkeletre torkollik a Garonne-ba. Hossza 97 km, az átlagos vízhozama 6 m³ másodpercenként. 
Mellékfolyói a Giscos, Barthos, Gouaneyre, Ballion, Tursan.

## Megyék és városok a folyó mentén
- Landes: Lubbon
- Lot-et-Garonne
- Gironde: Villandraut, Barsac, Cérons, Bommes.